# Archives généalogiques Andriveau
Les Archives généalogiques Andriveau constituent l’étude de généalogie successorale la plus ancienne au monde. Elle est chargée de retrouver les héritiers et de confirmer les dévolutions, et compte 110 employés.

## Historique
Dès 1830, Hippolyte Trannoy, négociant picard installé à Paris, passe des accords avec des héritiers inconnus des notaires, ou introuvables par eux, pour leur révéler les droits qu’ils ont à faire valoir dans des successions. Installé à Paris au 16bis, cité de Trévise, puis à proximité du Châtelet, il répond aux appels de nombreux officiers publics soucieux de retrouver les ayants droit d’actifs successoraux et s’associe à de jeunes avocats.
L’un d’eux, Gustave Pelletier, participe à la direction de l’étude à partir de 1875 et a le souci de créer de nouvelles antennes en province. Afin d’entreposer les millions de fiches déjà constituées par ses prédécesseurs, il acquiert en 1881, avec Alfred Manigot et Jules Jorré, l’hôtel de Marsilly.
En 1951, Bernard Andriveau poursuit seul l’activité transmise par son grand-père Gustave Pelletier et son père Marcel Andriveau. Quatre ans plus tôt, il avait activement participé à la création de la première structure interprofessionnelle : la Chambre des généalogistes de France, dont l’hôtel de Marsilly a été le siège social pendant plus de quarante ans.
Durant deux siècles, l’Étude a participé au règlement de plusieurs centaines de milliers de successions dont certaines sont restées célèbres, comme celle de Louis Nivelle, magistrat parisien du XVIIIe siècle, qui laissait à quatre-vingt-trois bénéficiaires les restes du fameux trésor de la rue Mouffetard découvert en 1938.
Depuis 2011, date à laquelle leur père Jean-Marie leur a transmis la responsabilité de l’entreprise, les Archives généalogiques Andriveau sont dirigées par Cécile et Matthieu Andriveau. Leurs bureaux sont répartis en dix-neuf sites à travers la France.

## Le fonds Andriveau
À partir de 1850, les associés constituent d’importants fonds archivistiques indexés pour optimiser l’établissement de leurs tableaux généalogiques. Pendant un siècle, ce sont près de deux cents millions de fiches qui ont été dressées. Toutes les données relatives à la capitale revêtent depuis 1871 un caractère unique dans la mesure où les registres originaux de l’Ancien Régime ont brûlé au cours des évènements de la Commune de Paris. Une partie est désormais consultable en ligne.

## Activités
Principalement mandatés par les notaires, les généalogistes de l’étude Andriveau peuvent être diligentés par « toute personne qui a un intérêt direct et légitime à l'identification des héritiers ou au règlement de la succession », tels que les syndics, les administrateurs et mandataires judiciaires, les compagnies d’assurance-vie, les avocats, les collectivités locales, les cohéritiers, etc.
Munis d’autorisations des Archives de France et des procureurs, les chercheurs du cabinet parcourent le monde pour retrouver la liste exhaustive des ayants droit d’une succession. Ils contractent avec ces derniers afin de leur en révéler l’origine et, généralement, les représentent pour défendre leurs intérêts au cours du règlement. Par ailleurs, ils sont amenés par les notaires à confirmer les dévolutions lorsque les héritiers n’ont pas réuni de pièces suffisantes pour prouver qu’aucun ayant droit n’était oublié.

## Pour approfondir